# Himesh Patel
Himesh Jitendra Patel (Huntingdon, 13 ottobre 1990) è un attore, musicista e cantante britannico di origini indiane.

## Carriera
Dal 2007 al 2016 fa parte del cast della serie britannica EastEnders, in cui interpreta Tamwar Masood, il figlio minore di Masood Ahmed e Zainab Masood. Nel 2010 ha interpretato di nuovo il ruolo di Tamwar nello spin-off della serie, intitolato EastEnders: E20. Nel 2019 interpreta il ruolo del protagonista Jack Malik nel film Yesterday, che ha ottenuto recensioni positive e un'alta affluenza alle sale. Nel 2020 recita la parte di Mahir nel film di Christopher Nolan Tenet.

## Filmografia

### Cinema
- Yesterday, regia di Danny Boyle (2019)
- The Aeronauts, regia di Tom Harper (2019)
- Tenet, regia di Christopher Nolan (2020)
- Don't Look Up, regia di Adam McKay (2021)
- Enola Holmes 2, regia di Harry Bradbeer (2022) - cameo
- Dopo Oliver (Good Grief), regia di Dan Levy (2023)
- Greedy People, regia di Potsy Ponciroli (2024)
- The Assessment, regia di Fleur Fortuné (2024)

### Televisione
- EastEnders – serial TV, 566 puntate (2007-2016)
- Damned – serie TV, 12 episodi (2016-2018)
- I Luminari - Il destino nelle stelle (The Luminaries) – miniserie TV, 6 puntate (2020)
- Avenue 5 – serie TV 17 episodi (2020-2022)

## Doppiatori italiani
Nelle versioni in italiano nelle opere in cui ha recitato, Himesh Patel è stato doppiato da:
- Marco Giansante in Yesterday, Tenet
- Gianfranco Miranda ne I Luminari - Il destino nelle stelle, Dopo Oliver
- Paolo De Santis in The Aeronauts
- Jacopo Venturiero in Don't Look Up
- Paolo Vivio in Enola Holmes 2